# Kakkonen
Kakkonen lub II divisioona jest trzecim poziomem systemu ligowego piłki nożnej w Finlandii. W lidze występuje 26 drużyn. Liga została stworzona jako II divisioona w 1973 roku, w latach 90. została przemianowana na Kakkonen.

## Struktura ligi
Od 2016 roku liga jest rozgrywana w trzech grupach regionalnych w każdej z których występuje po 12 zespołów. Zwycięzcy grup oraz najlepsza drużyna z drugiego miejsca mają szansę na awans poprzez baraże wyłaniające dwie najlepsze drużyny promowane do Ykkönen, najsłabsze drużyny (po dwie na grupę) spadają do Kolmonen. Organizatorem jest Fiński Związek Piłki Nożnej.

## Grupy i drużyny w sezonie 2019
| Drużyna               | Miasto       |
| --------------------- | ------------ |
| Järvenpään Palloseura | Järvenpää    |
| JIPPO                 | Joensuu      |
| KIF Helsinki          | Helsinki     |
| Klubi 04              | Helsinki     |
| Lahden Reipas         | Lahti        |
| Mikkelin Palloilijat  | Mikkeli      |
| MiPK Mikkeli          | Mikkeli      |
| NJS Nurmijärvi        | Nurmijärvi   |
| PEPO Lappeenranta     | Lappeenranta |
| Sudet Jalkapallo      | Kouvola      |
| Viikingit Helsinki    | Helsinki     |
| VJS Vantaa            | Vantaa       |

| Drużyna           | Miasto    |
| ----------------- | --------- |
| Espoon Palloseura | Espoo     |
| FC Espoo          | Espoo     |
| FC Honka Akatemia | Espoo     |
| FC Jazz           | Pori      |
| GrlFK             | Kaunianen |
| IF Gnistan        | Helsinki  |
| Ilves 2           | Tampere   |
| KaaPo             | Kaarina   |
| KäPa              | Helsinki  |
| Pallo-lirot       | Rauma     |
| SalPa             | Salo      |
| Tampere United    | Tampere   |

| Drużyna       | Miasto    |
| ------------- | --------- |
| FC Vaajakoski | Jyväskylä |
| GBK           | Kokkola   |
| Hercules      | Oulu      |
| JBK           | Jakobstad |
| Kaajanin Haka | Kajaani   |
| KuFu-98       | Kuopio    |
| OLS Oulu      | Oulu      |
| RoPS II       | Rovaniemi |
| SJK Akatemia  | Seinäjoki |
| PK-37         | Iisalmi   |
| TP-47         | Tornio    |
| VIFK          | Vaasa     |